# Codonanthe crassifolia
Codonanthe crassifolia är en tvåhjärtbladig växtart som först beskrevs av Hendrik Charles Focke, och fick sitt nu gällande namn av Conrad Vernon Morton. Codonanthe crassifolia ingår i släktet Codonanthe och familjen Gesneriaceae. Inga underarter finns listade i Catalogue of Life.